# Herman van Swanevelt
Herman van Swanevelt, també anomenat l’Ermità (Woerden, cap al 1600-03 – París, 1655) va ser un pintor i gravador holandès d’estil barroc. Va ser un dels mestres holandesos que van desenvolupar el paisatge idealitzat, d’influència italiana, durant la primera meitat del segle xvii. Se’l considera l'enllaç entre la primera generació d’holandesos italianitzants (Bartholomeus Breenbergh, Cornelis van Poelenburgh) i la segona (Jan Both, Nicolaes Berchem).

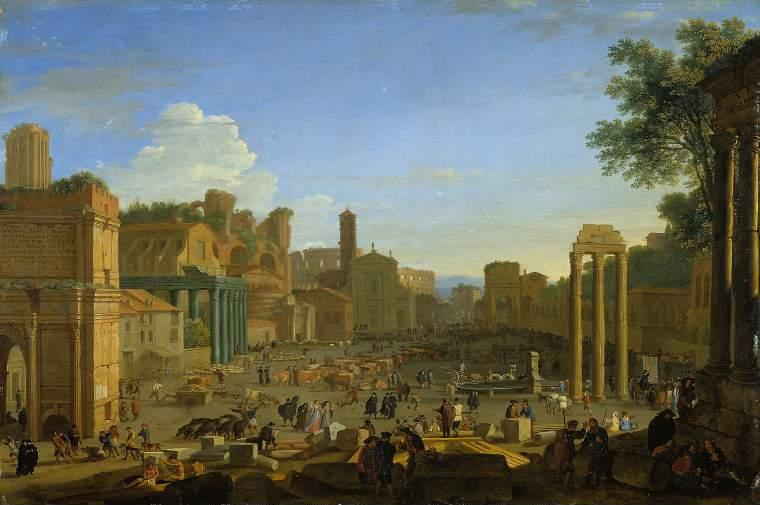
Vista de Campo Vaccino, a l’antic Fòrum romà (1631; Fitzwilliam Museum de Cambridge).